# Stel je voor (single)
Stel je voor is de vierde single van Monique Smit.

## Nummers
1. "Stel je voor" - 4:02
2. "Stel je voor (Instrumentaal)" - 4:02
3. "Ik wil naar jou toe" - 3:16